# Pax Sinica
Pax Sinica (latina pentru „pacea chinezească”) este un termen istoriografic care se referă la perioadele de pace și stabilitate în Asia de Est, Asia de Nord-Est, Asia de Sud-Est, și Asia Centrală influențate de China. Un studiu asupra sistemului sinocentric mondial (viziunea în care China e considerată centrul economic, cultural și politic al lumii) dezvăluie că multiplele perioade de Pax Sinica, luate împreună, se întindeau pe aproximativ două mii de ani.
Prima Pax Sinica a lumii orientale a apărut in timpul domniei dinastiei Han si a coincis cu Pax Romana a lumii occidentale, condusă de Imperiul Roman. Acestea au stimulat călătoriile pe distanțe lungi și comerțul în istoria eurasiatică. Atât prima Pax Sinica, cât și Pax Romana s-au erodat în jurul anului 200 d.Hr.